# La Joya de Álvarez
La Joya de Álvarez är en ort i Mexiko.   Den ligger i kommunen La Huacana och delstaten Michoacán de Ocampo, i den södra delen av landet, 280 km väster om huvudstaden Mexico City. La Joya de Álvarez ligger 621 meter över havet och antalet invånare är 128.
Terrängen runt La Joya de Álvarez är kuperad. Runt La Joya de Álvarez är det glesbefolkat, med 16 invånare per kvadratkilometer. Närmaste större samhälle är La Huacana, 4,7 km nordväst om La Joya de Álvarez. I omgivningarna runt La Joya de Álvarez växer huvudsakligen savannskog.